# Emmy (cantora)
Emmy, nome artístico de Elsina Hidersha (Skrapar, 15 de março de 1989 - Tirana, 28 de fevereiro de 2011) foi uma cantora albanesa. Seus sucessos mais notáveis são: Pse të dua ty, A ma jep e Rastësisht u pamë.
Emmy foi assassinada por atropelamento em 28 de fevereiro de 2011, pelo seu ex-namorado. Ela sofreu danos cerebrais e fratura no crânio, entrou em coma e não resistiu. 